# Rappennestgießen
Das Naturschutzgebiet Rappennestgießen liegt auf dem Gebiet der Gemeinde Vogtsburg im Kaiserstuhl in Baden-Württemberg.

## Kenndaten
Das Gebiet wurde durch Verordnung des Regierungspräsidiums Freiburg vom 3. Juli 1985 als Naturschutzgebiet unter der Schutzgebietsnummer 3146 ausgewiesen. Der CDDA-Code lautet 165100  und entspricht der WDPA-ID.

## Lage
Das Schutzgebiet liegt westlich des Vogtsburger Ortsteils Burkheim direkt an Rhein. Es wird vollständig umschlossen vom Landschaftsschutzgebiet Rheinauenwälder und gehört außerdem zum FFH-Gebiet Rheinniederung von Breisach bis Sasbach und zum Vogelschutzgebiet Rheinniederung Breisach-Sasbach mit Limberg. Es liegt im Naturraum 200-Markgräfler Rheinebene innerhalb der naturräumlichen Haupteinheit 20-Südliches Oberrheintiefland. Hauptgewässer ist der Durchgehende Altrheinzug.

## Schutzzweck
Wesentlicher Schutzzweck ist laut Schutzgebietsverordnung die Erhaltung des Gebietes mit seinen für die Rheinaue charakteristischen Quellteichen, Schluten, Altwassern, Uferzonen und Wäldern als Lebensraum für zahlreiche Tier- und Pflanzengesellschaften mit seltenen, zum Teil vom Aussterben bedrohten Arten sowie als naturhafter Landschaftsteil von besonderer Eigenart und Schönheit und als Objekt für die Wissenschaft.